# Messum’s
Messum’s ist eine Kunstgalerie in Cork Street, Mayfair, einer Londoner Straße mit vielen Kunstgalerien.
Die Galerie wurde im Jahre 1963 von David Messum gegründet und ist spezialisiert auf britische Kunst von 1750 bis zur Gegenwart. Schwerpunkte bilden die britischen Impressionisten sowie die Künstler der Newlyn- und die St. Ives-Malerschulen.
Unter den Künstlern, deren Werke in der Galerie ausgestellt sind, finden sich William Bowyer, Peter Brown, Rose Hilton, Kurt Jackson, Edward Piper, John Piper und Jeremy Annear.
Zur Galerie gehört Messum's The Studio, der privater Wohnsitz des Galeristen, der nur auf Vereinbarung für Sammler zugänglich ist. Das Studio befindet sich auf einem Gartengelände von "Lord's Wood" in Chiltern Hills in Buckinghamshire und ist historisch mit einer Reihe von Malern, Bildhauern und Schriftstellern verbunden. Das Wohnhaus wurde 1899 im Stil von Arts and Crafts für die exzentrische Künstlerin Mary Sargant Florence gebaut und beherbergte in der Folge während der Sommer Mitglieder der Bloomsbury Group, darunter Lytton Strachey, Maynard Keynes, Virginia Woolf, Ralph and Frances Partridge und Dora Carrington. Aus dem historischen Landschaftsgarten hat Messum einen privaten Skulpturengarten mit Exponaten zeitgenössischer Bildhauer gestaltet.